# Hogere Burgerschool

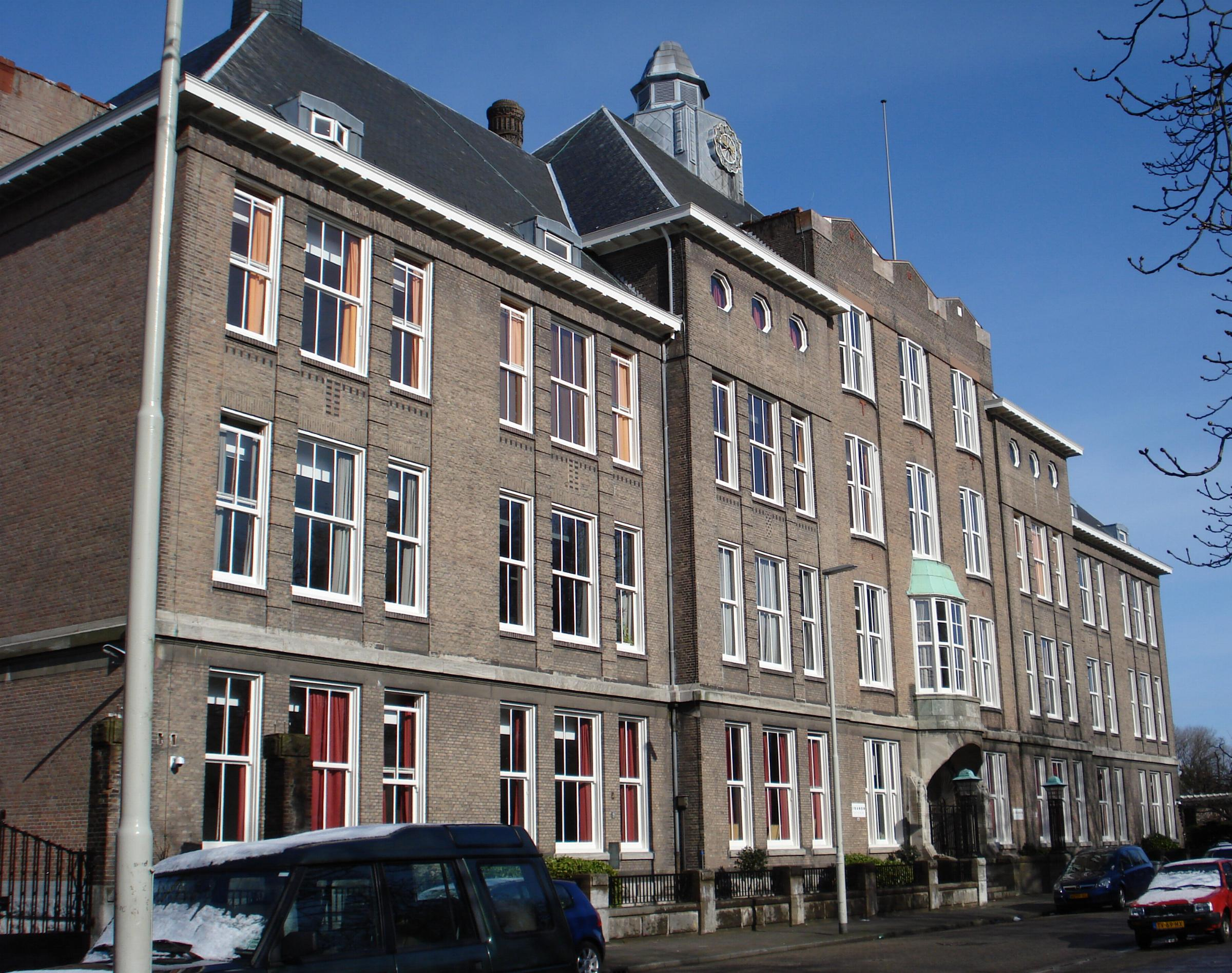
Une ancienne HBS pour filles à Rotterdam

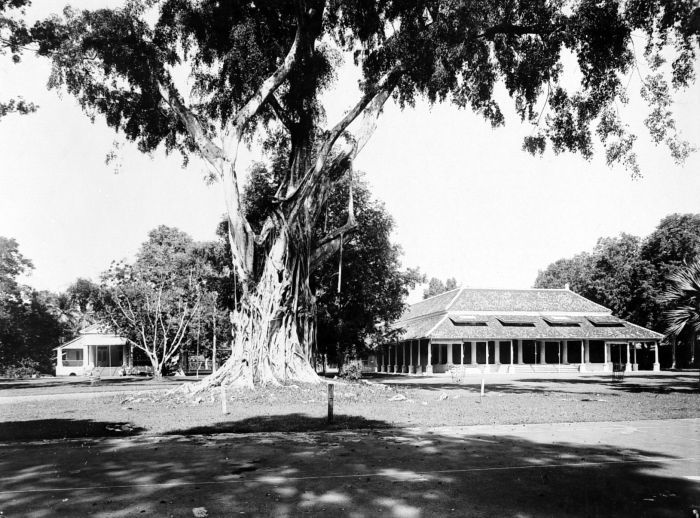
L'HBS Guillaume III à Batavia (aujourd'hui Jakarta) dans les années 1910-1932

La Hogere Burgerschool ( HBS ) ("école citoyenne supérieure" en néerlandais) était un type d'école secondaire aux Pays-Bas et dans l'Empire néerlandais qui a existé de 1863 à 1974. L'école, avec un programme de cinq ou parfois six ans, a été poursuivie en 1968 sous le nom de VWO. Les derniers diplômes d'HBS ont été délivrés en 1974.

## Histoire
L'HBS est une création du milieu du XIXe siècle par l'homme politique libéral Johan Rudolph Thorbecke, et résulte de la loi sur l'enseignement secondaire promulguée en mai 1863. Parallèlement à la création de burgerscholen dans chaque ville de plus de 10 000 habitants, l'HBS se voulait un enseignement à orientation pratique pour les fonctions supérieures de l'industrie et du commerce. Il n'était explicitement pas conçu comme une éducation suffisante pour entrer à l'université. Selon l'historien Hans Verhage, la forme « hogere-burgerschool » (le trait d'union indiquant que hogere, « supérieur », modifie burger, « citoyen ») est linguistiquement correcte, puisqu'il s'agissait d'un système scolaire destiné aux citoyens de haut rang, et non d'un école supérieure pour tous les citoyens.
La loi prévoyait au moins quinze écoles de ce type (non confessionnelles); où ceux-ci seraient placés est rapidement devenu un sujet de discorde. La plus célèbre des controverses (la HBS kwestie ) concernait la province du Limbourg, qui ne faisait partie des Pays-Bas que depuis 1839. Maastricht, la capitale du Limbourg, était la seule ville de plus de 10 000 habitants, mais la ville a refusé car elle préférait avoir une école municipale plutôt qu'une école publique, ce qui lui permettait de contrôler l'embauche et le licenciement des enseignants. Thorbecke, cependant, voulait un HBS dans le Limbourg, car cela renforcerait également les liens entre la (nouvelle) province et le gouvernement central : le HBS devait former la nouvelle élite nationale, et pourrait ainsi aider à la construction de la nation. Lorsque Maastricht a refusé le HBS, Roermond a été proposé, où le clergé local craignait qu'un HBS n'endommage l'inscription au collège catholique local, et le conseil municipal s'est empressé d'adjuger les bâtiments destinés à ce collège. Une lettre privée de Thorbecke exigeant que les bâtiments soient offerts à la HBS a été rendue publique, provoquant un tollé général : au cœur du conflit, le statut spécial de l'enseignement confessionnel, et une source supplémentaire de colère était l'augmentation des impôts du gouvernement dans le province pour l'aligner sur les impôts des autres provinces. Le HBS a été fondé à Roermond en 1864; l'année suivante, Jan Augustus Paredis, évêque de Roermond, publie un édit condamnant les écoles « mixtes »,.
Une partie du caractère innovant du HBS était qu'il offrait un niveau d'enseignement supérieur sans formation dans les langues classiques (latin et grec). L'obtention d'un diplôme de la HBS n'accordait officiellement l'accès au système universitaire qu'en 1917, et les universités exigeaient toujours une formation préparatoire en «gymnasium» pour les sciences humaines ; Pourtant, le HBS a facilité l'accès aux universités en sciences et technologie, même si elles étaient illégales - les universités avaient en fait accepté les diplômés du HBS avec des examens supplémentaires. Il s'agissait d'un "type d'enseignement pré-universitaire illégitime mais toléré".

## L'HBS dans les Indes orientales néerlandaises
Les Indes orientales néerlandaises avaient quelques HBS. Il y en avait une à Batavia (fondée en 1864, nommée d'après le roi Guillaume III des Pays-Bas ), une à Semarang (Java central) et une à Surabaya (Java oriental).
C'est dans cette dernière que le futur président indonésien Soekarno avait étudié et a fait connaissance du marxisme .